# 土屋公二
土屋 公二（つちや こうじ、1960年7月8日 - ）は、日本のショコラティエ。
静岡県静岡市出身。テオブロマのオーナーシェフ。
2024年現在、3つの支店をもちながらも、製菓学校における講習や講演活動、菓子メーカーの商品プロデュース、プロモーション等を通じて、チョコレート文化の発信と普及に努めている。

## 略歴
静岡県静岡市清水区（旧 清水市）に生まれる。高校卒業後、大手スーパーで勤務する。1980年、静岡県清水市　株式会社ロリエ常磐家にて洋菓子職人のスタートを切る。
1982年、渡仏。「ラ メゾン ドュ ショコラ」、「ダロワイヨ パリ」、「モドゥイ」、 「ヴィヴァロア」、「フォンドールチバ」等で腕を磨く中でチョコレートの魅力に目覚め、ショコラティエ（チョコレート職人）を目指す。1987年帰国。代官山「ラ・ポムベール」のシェフを3年半務める。
1990年、株式会社泉谷東京店に入社し、翌年に再渡仏する。半年間、ミシェル・ショーダンの下で研修を受けて帰国。株式会社ミッシェル・ショーダン・ジャポンの取締役製造担当及び、株式会社泉谷東京店生産部技術課長を務めるが1998年、同社を退社。フリーの立場で洋菓子店のアドバイザー等をしながら充電。
1999年1月、有限会社テオブロマを設立。3月、渋谷区富ヶ谷に本店オープン。

## 受賞履歴（海外）
- シャルルプルーストコンクール　　　　　　　　　　　　銀メダル

- アルパジョンコンクール　　ピエスアーティスティック　銀メダル

- アルパジョンコンクール　　ピエスアーティスティック　銅メダル

## 受賞履歴（国内）
- マンダリンナポレオンコンクール　　　　　　　　　　　　国内予選準優勝

- ソペクサコンクール　　　　　　　　　　　　　　　　　　決勝進出

- カリフォルニアレーズンコンクール　　　　　　　　　　　アイデア賞

- ウォルナッツコンクール　　　　　　　　　　　　　　　　入賞

## 出演番組
- TVチャンピオン　第一回洋菓子職人選手権優勝　　グランドチャンピオン大会3位

- 愛の貧乏脱出大作戦

- 黄金のワンスプーン

- 竜虎飯店

- 世界バリバリバリュー(ジャッジ企画に参加)

- ソロモン流

- ジョブチューン

- 美の壺　　　等